# Eriksbergs Bryggeri

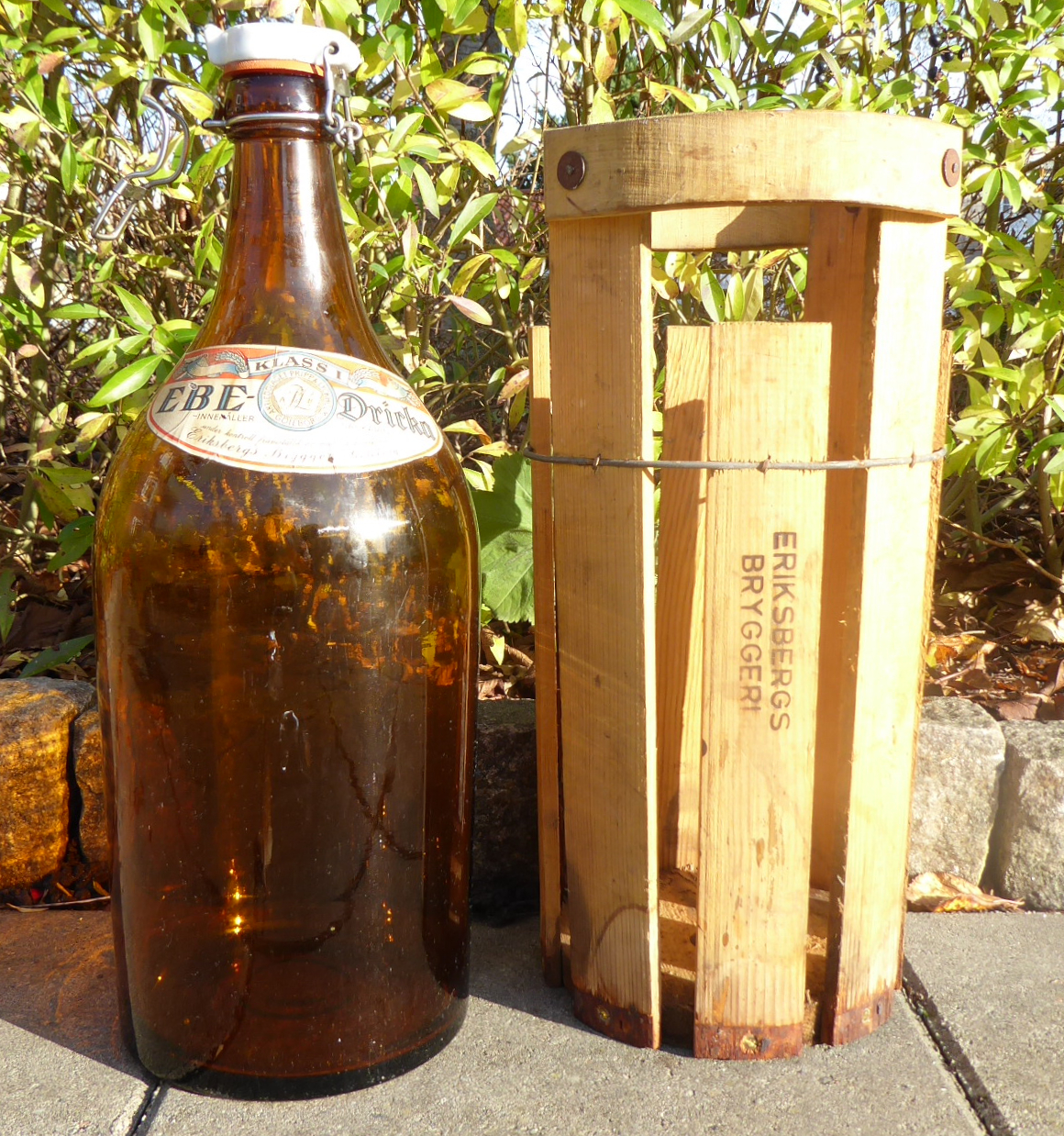
EBE-dricka från Eriksbergs Bryggeri

Eriksbergs Bryggeri var ett svenskt bryggeri grundat år 1864 av Olof A. Andersson och nedlagt år 1965. Bryggeriet var beläget vid Getebergsled vid Lisebergs södra ingång i stadsdelen Krokslätt i Göteborg. Bryggeriet var från år 1902 inriktat på tillverkning av svagdricka.

## Historia
År 1864 anlade Olof A. Andersson Eriksbergs bryggeri. Den senare ägaren P. A. Andersson lät under åren 1888–1889 uppföra nya bryggeribyggnader i tegel. Vid samma tidpunkt bildades Göteborgs Förenande Bryggerier genom en sammanslagning av Eriksbergs Bryggeri, Göteborgs Bryggeri och Pripps. Efter en omorganisation år 1902, då Göteborgs Förenade Bryggerier upplöstes och dotterbolaget Pripps köpte aktierna, inriktades Eriksbergs Bryggeri på att tillverka svagdricka och blev i slutet av 1930-talet världens största tillverkare. Bryggeriet byggdes vid den tiden om, men lades ned år 1965, då det ansågs för litet, och verksamheten flyttades till Carnegie. Byggnaderna revs år 1968.